# Youngsville (Pensilvania)
Youngsville es un borough ubicado en el condado de Warren en el estado estadounidense de Pensilvania. En el año 2000 tenía una población de 1.834 habitantes y una densidad poblacional de 505 personas por km².

## Geografía
Youngsville se encuentra ubicado en las coordenadas 41°51′12″N 79°19′7″O / 41.85333, -79.31861.

## Demografía
Según la Oficina del Censo en 2000 los ingresos medios por hogar en la localidad eran de $32,104 y los ingresos medios por familia eran $40,185. Los hombres tenían unos ingresos medios de $32,778 frente a los $20,380 para las mujeres. La renta per cápita para la localidad era de $16,278. Alrededor del 11.9% de la población estaba por debajo del umbral de pobreza.